# アンダーソン島

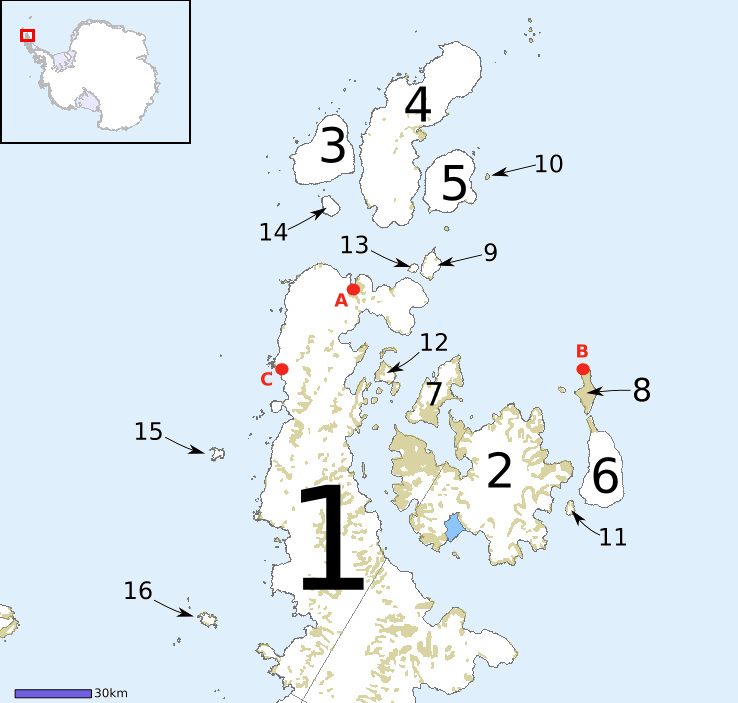
グレアムランド北部と周辺の島々
1 南極半島（トリニティ半島）、2 ジェイムズ・ロス島、3 デュルヴィル島、4 ジョインビル島、5 ダンディー島、6 スノー・ヒル島、7 ヴェガ島、8 シーモア島、9 アンダーソン島、10 ポーレット島、11 ロッキャー島、12 イーグル島、13 ヨナセン島、14 ブランスフィールド島、15 アストロラーベ島、16 タワー島

アンダーソン島（英語: Andersson Island）は、南極の南極半島北端部（トリニティ半島）の一角、タバリン半島東端にある島である。かつては「ロサメル島」と呼ばれていた。
この島は、1838年にフランスの南極探検隊によって発見され、フランス海軍中将のClaude Charles Marie du Campe de Rosamelにちなんで命名された。この島は、第二次フランス探検隊の中間地点となった。ジュール・デュモン・デュルヴィルは、AstrolabeやZeleeの艦上がどうしようもない状態になった時には、この島に錨をおろした。Astrolabeの乗員の大多数は壊血病の症状を示しており、デッキに煙や悪臭が充満したりすることもあった。
1902年に行われたスウェーデンの南極探検では、この島は、隊をスノー・ヒル島から救った船Uruguayにちなんで「ウルグアイ島」と名付けられた。
最終的に、1949年11月21日に、この島はアンダーソン島と改名された。これは、スウェーデンの隊に仕えた地理学者ユハン・アンデショーンにちなんだ名前である。この改名は、グレアム海岸の沖に位置するウルグアイ島との混同を避けるために必要であった。